# Chevalier (2022)
Chevalier is een Amerikaanse biografische dramafilm uit 2022, geregisseerd door Stephen Williams. De film is gebaseerd op het leven van de Franse componist en muzikant Chevalier de Saint-George.

## Verhaal
Het muzikale wonderkind Chevalier, zoon van een Franse plantage-eigenaar en een Afrikaanse slaaf, slaagde er in de 18e eeuw in om op te klimmen in de Franse samenleving. Hij veroorzaakte opschudding toen hij een Parijs concert van Wolfgang Amadeus Mozart onderbrak. Chevalier blinkt uit als violist en componist, maar ook als meesterschermer. La Guimard, een oudere vrouw aan het hof, wordt verliefd op hem. Chevalier zelf is ongelukkig verliefd op de getrouwde Franse edelvrouw Marie-Joséphine. Hij wil ook directeur worden van de Opéra national de Paris. Hij valt uit de gratie vanwege een geschil met Marie-Antoinette en haar hof. In het begin van de Franse Revolutie verwierf hij de reputatie van de Parijse bevolking als strijder voor revolutionaire idealen.

## Rolverdeling
| Acteur              | Personage                       |
| ------------------- | ------------------------------- |
| Kelvin Harrison jr. | Chevalier de Saint-George       |
| Samara Weaving      | Marie-Joséphine de Montalembert |
| Lucy Boynton        | Marie-Antoinette                |
| Marton Csokas       | Marc-René de Montalembert       |
| Ronkẹ Adékoluẹjo    | Nanon                           |
| Alex Fitzalan       | Lodewijk Filips II              |
| Minnie Driver       | Marie-Madeleine Guimard         |
| Henry Lloyd-Hughes  | Christoph Willibald Gluck       |
| Sian Clifford       | Félicité de Genlis              |
| Sam Barlien         | Lodewijk XVI                    |
| Joseph Prowen       | Wolfgang Amadeus Mozart         |
| Alec Newman         | Poncet                          |

## Release
De film ging in première op 11 september 2022 op het Internationaal filmfestival van Toronto.

## Ontvangst
Op Rotten Tomatoes heeft Chevalier een waarde van 77% en een gemiddelde score van 6,50/10, gebaseerd op 165 recensies. Op Metacritic heeft de film een gemiddelde score van 67/100, gebaseerd op 29 recensies.